# Clavulina tasmanica
Clavulina tasmanica är en svampart som först beskrevs av Berk. ex Cooke, och fick sitt nu gällande namn av Corner 1950. Clavulina tasmanica ingår i släktet Clavulina och familjen Clavulinaceae.   Inga underarter finns listade i Catalogue of Life.